# Paulo David
Paulo David Abreu Andrade (Funchal, 1959) es un arquitecto portugués, galardonado en 2012 con la Medalla Alvar Aalto.
Se formó en 1989 en la Facultad de Arquitectura de la Universidad Técnica de Lisboa, después de haber trabajado en los estudios de Gonçalo Byrne y João Luís Carrilho da Graça. En 1996 regresa a Funchal, donde estableció su oficina en 2003.

## Obras

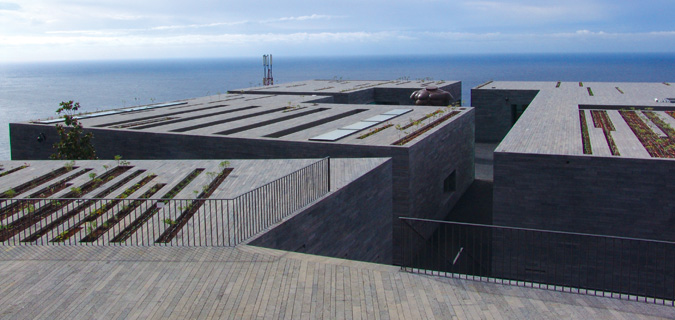
Centro de las Artes - Casa das Mudas

A continuación se listan las obras más representativas de Paulo David:
- Centro de las Artes - Casa das Mudas, Calheta, Madera
- Restaurante Salinas, Cámara de Lobos, Madera
- Casa en Funchal 05, Funchal, Madeira
- Pabellón del Vulcanismo, San Vicente, Madera
- Cuevas de San Vicente, San Vicente, Madera
- Piscinas de Salinas, Cámara de Lobos, Madera

## Premios/Reconocimientos
2008
- Premio Klippan - Cátedra Cerámica Hispalyt, Finalista, Centro de las Artes - Casa das Mudas | Calheta
- Premio Europeo de Espacio Público, Finalista, Complejo de las Salinas | Câmara de Lobos

2007
- Premio Enor, Finalista, Complejo de las Salinas | Câmara de Lobos
- Premio Fad de la Arquitectura Ibérica, el Ganador, el Complejo de las Salinas | Câmara de Lobos
- Premio Internacional de la Piedra en la Arquitectura, "Marmomacc", 42.ª Edición en Padova, Ganador, Piscinas de las Salinas | Câmara de Lobos
- Premio Internacional de Arquitectura en Piedra, Verona, Ganador, Complejo de las Salinas | Câmara de Lobos
- Premio AICA/MC | Premio Carrera de la Sección española de la Asociación Internacional de Críticos de Arte | Ministerio de Cultura

2005
- Premio "Barbara Cappochin", Obra seleccionada, Centro de las Artes – Casa das Mudas | Calheta
- Premio Enor, 1.ª edición, Premio Enor España, el Ganador, el Centro de las Artes – Casa das Mudas | Calheta
- Premio Fad de la Arquitectura Ibérica, Finalista, Centro de las Artes – Casa das Mudas | Calheta
- Premio "La Piedra en la Arquitectura", 7.ª edición, el Ganador, el Centro de las Artes – Casa das Mudas | Calheta
- Premio Europeo de Arquitectura Contemporânea_Prémio Mies Van der Rohe, Obra Seleccionada, Centro de las Artes - Casa das Mudas | Calheta

1996
- Premio de Arquitectura de la Ciudad de Funchal, 1.ª Edición, el Ganador, Guardería "Primaveras" de la Asociación de Jóvenes Empresarios de la Madera | Funchal